# 立見峠のおとんじょろう
立見峠のおとん女郎（たちみとうげのおとんじょろう）は鳥取県東部に伝わる民話。
立見峠は現在の鳥取市本高と宮谷を結ぶ峠で、江戸時代は因幡国（鳥取藩内）の高草郡と邑美郡を結び鳥取から鹿野に通じる鹿野往来として賑わった。現在でも当時の面影を色濃く残す峠である。（「鹿野 (鳥取市)#鹿野往来」も参照）
その昔、その峠におとん女郎と呼ばれる女狐が住み、化けるのが上手で、よく人を化かしたと伝わる。おとん女郎とは、「おとみ」という名前で女郎に化けていたことに由来し、いつしか「おとん女郎」と読みならわされるようになったもので、池田の殿様に仕えた飛脚狐の桂蔵坊の女房と言われている。

## 物語
- ある夜、高草郡の商人が鳥取の城下に向けて歩いていると、向こうの方から若い女が手ぬぐいをかぶって歩いてくる。商人は「さてはおとんじょろうが化けたか」と思っていると、女が「商人さん、わしをどこぞへ嫁に世話してもらえまいか」と頼んできた。商人は友だちの十兵衛の所におとんじょろうを連れて行ってひどい目に遭わせてやろうと、何食わぬ顔をして十兵衛の家に女を連れて行くと、十兵衛の家ではもう嫁取り支度が始まっていた。下へも置かぬもてなしを受けた商人は、家人から風呂にはいるように勧められた。商人は湯を浴びながらいい気分になっていると、だんだん夜が明けてきて、朝仕事に田んぼに出てくる百姓たちがこれを見て、「商人さんがおとんじょろうに化かされて、肥壺につかって顔を洗ようるわいや」と大騒ぎになった。商人は騙されて田んぼの肥壺で一風呂を浴びていたのである。
- おとんじょろうのいたずらを腹に据えかねた庄屋さんは、村の若い衆を集めて「おとんじょろうを退治した者にはたくさんの褒美をやる」と伝えた。すると力自慢の若い衆が二人、狐退治に名乗り出た。二人が立見峠に行ってみると、一匹の大狐が歩いている。狐は川のそばまで来ると青みどろをかぶって若い女に化け、川原の石を赤子に変えて、村はずれの一軒家に入っていった。若い衆がその家をのぞくと、おじいさんとおばあさんが石の赤子を抱いて喜んでいる。家に踏み込んだ若い衆が言って聞かせても、おじいさんたちは「これは自分たちの孫だ」と言い張って聞かない。それほど言うなら赤子を煮てみようということになり赤子を煮え湯に入れたところ、赤子は煮え死んでしまった。若い衆は平謝りするが、怒ったおじいさんとおばあさんが二人を役人に引き渡すと言って縛り上げてしまった。そこへ旅の坊さんが通りかかって「この二人を役人に引き渡すよりは、寺に入れて孫の菩提を弔わせた方がよい」とおじいさんたちを諭したので、若い衆は頭を丸め寺に入ることになった。村では、明るくなっても若い衆が戻らないものだから探し回っていると、丸坊主になった若い衆が川原の石を叩いて念仏を唱えていた。

## 怨霊伝説

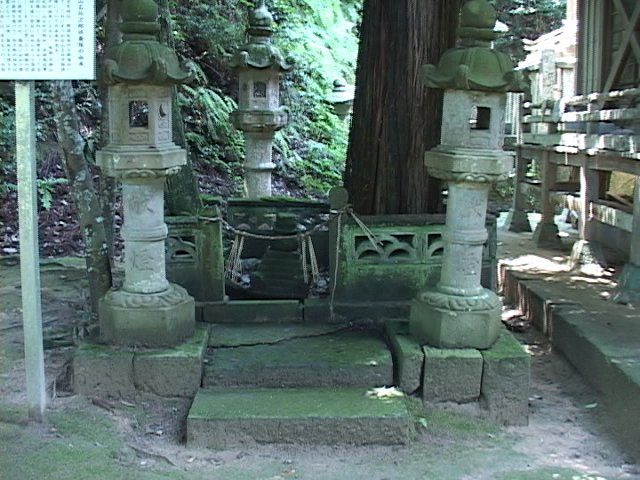
山名弥次郎の供養塔

立見峠はおとんじょろう伝説の他に怨霊伝説も秘める。
- 戦国時代、山名氏の重臣・武田高信は鳥取城に拠って主家・山名氏に背き、山名氏の居城・布勢天神山城に軍勢を向けた。山名氏の若き武将・山名弥次郎は武田勢を追い散らし、城を出て追撃した。弥次郎は立見峠まで武田勢を追ったが、これは高信の計略で、深追いしすぎた弥次郎は武田勢の伏兵に退路を断たれ、雑兵の手にかかるよりはと峠の頂上近くの窪地で自刃した。それ以後、峠には無念の死を遂げた弥次郎の亡霊が出没するようになった。弥次郎の亡霊は、風雨の強い日などに、具足を纏い白い綾布を鉢巻として、黒い馬にまたがり、虚空2～3間あまりを轡の音も高らかに通り過ぎたという。恐怖した本高の村人は、弥次郎が自刃した窪地の近くに立見八幡（宮谷立見神社）を造り、弥次郎の霊を慰めた。

## 注
1. ↑  おとん女郎は但馬の民話にも登場し、そこでは美方郡浜坂町清富に住み、「遊女に化け、京都に売られた」とされ、鳥取の桂蔵坊は同音異字の慶蔵坊となっている。
神戸新聞『但馬の説話　探訪』「キツネのいたずら　おとん女郎と慶蔵坊」
2. ↑  とっとり雑学本舗第608号(2007.03.16)「とっとり豆知識」
3. ↑  岡嶋正義『鳥府志』は、桂蔵坊が仕えたのは池田光仲と伝える。（「桂蔵坊」も参照）